# 국민대합창 우리가
《국민대합창 우리가》(歌)는 화요일 ~ 금요일 밤 10시 55분에 KBS 1TV에서 방송한 텔레비전 프로그램이다.

## 기획 의도
2015년 8월 15일에 광복 70주년을 맞아 개최한 《나는 대한민국》의 홍보 및 참가 단체들을 소개할 목적으로 기획해 행사 전날까지 한시적으로 편성하였다.

## 방영 목록
| 회차 | 방송일   | 참가자                                 | 촬영 장소                                                                     | 곡목                  |
| ---- | -------- | -------------------------------------- | ----------------------------------------------------------------------------- | --------------------- |
| 1회  | 5월 12일 | 서울 아버지 합창단                     | 반포한강공원 (서울특별시 서초구)                                              | 사랑으로              |
| 2회  | 5월 13일 | 하모니 유스 코랄                       | 청계광장 (서울특별시 중구)                                                    | 아름다운 세상         |
| 3회  | 5월 14일 | 지오코소 (GC녹십자 합창단)             | GC녹십자 용인공장 (경기도 용인시)                                             | 우정의 노래           |
| 4회  | 5월 15일 | 여성경제인협회 서울지회 합창단         | 뚝섬유원지 (서울특별시 광진구)                                                | 시월의 어느 멋진 날에 |
| 5회  | 5월 19일 | 귤빛 여성 합창단                       | 성산 일출봉 (제주특별자치도 서귀포시)                                         | 제주도의 푸른 밤      |
| 6회  | 5월 20일 | 스마일 실버 합창단                     | 누리마루 (부산광역시 해운대구)                                                | 그대 없이는 못 살아   |
| 7회  | 5월 21일 | 광주 아버지 합창단                     | 국립 5·18 민주 묘지 (광주광역시 북구)                                         | 바람이 불어오는 곳    |
| 8회  | 5월 22일 | 박추자 명창 문하생 합창단              | 남사예담촌 (경상남도 산청군)                                                  | 산청 아리랑           |
| 9회  | 5월 26일 | 김제 지평선 팜 합창단                  | 벽골제공원 (전북특별자치도 김제시)                                            | 보리밭                |
| 10회 | 5월 27일 | 금산 인삼골 합창단                     | 칠백의총 (충청남도 금산군)                                                    | 칠백의총              |
| 11회 | 5월 28일 | 신명 코러스 청라 합창단                | 청라언덕 (대구광역시 중구)                                                    | 동무생각              |
| 12회 | 5월 29일 | 옥천 향수 합창단                       | 장계국민관광지 (충청북도 옥천군)                                              | 향수                  |
| 13회 | 6월 2일  | 춘천 목백합 합창단                     | 의암호 (강원특별자치도 춘천시)                                                | 만남                  |
| 13회 | 6월 2일  | 춘천 목백합 합창단                     | 의암호 (강원특별자치도 춘천시)                                                | 소양강 처녀           |
| 14회 | 6월 3일  | 제주대학교 합창단                      | 제주돌문화공원 (제주특별자치도 제주시)                                        | 남촌                  |
| 15회 | 6월 4일  | 조이 에브리 뮤직 합창단                | 수영만 요트경기장 (부산광역시 해운대구)                                       | 나는 나비             |
| 16회 | 6월 5일  | 아리랑 아버지 합창단                   | 국립대전현충원 (대전광역시 유성구)                                            | 비목                  |
| 17회 | 6월 11일 | 채동선 합창단                          | 백록다원 (전라남도 보성군)                                                    | 아 목동아             |
| 18회 | 6월 12일 | 사운드 오브 패밀리                     | 경북대학교 대구캠퍼스 (대구광역시 북구)                                       | 나뭇잎배              |
| 19회 | 6월 17일 | 아싸 (근로자 합창단)                   | 창원국가산업단지 (경상남도 창원시)                                            | 카레                  |
| 20회 | 6월 18일 | 전주 판소리 합창단                     | 덕진공원 (전북특별자치도 전주시)                                              | 신광대가              |
| 21회 | 6월 19일 | 레이디 싱어즈                          | 국립청주박물관 (충청북도 청주시)                                              | 아리랑                |
| 22회 | 6월 23일 | 화천 소년소녀 합창단                   | 아를테마수목공원 (강원특별자치도 화천군)                                      | 하늘나라 동화         |
| 22회 | 6월 23일 | 화천 소년소녀 합창단                   | 아를테마수목공원 (강원특별자치도 화천군)                                      | 과수원길              |
| 23회 | 6월 24일 | 울림콰이어 (서귀포여자고등학교 동아리) | 중문 · 대포해안 주상절리대 앞바다 샹그릴라 5호 선상 (제주특별자치도 서귀포시) | 너영나영              |
| 24회 | 6월 25일 | 부산 하모니 합창단                     | APEC나루공원 (부산광역시 해운대구)                                            | 홀로아리랑            |
| 25회 | 6월 26일 | 우리 가곡사랑 합창단                   | 삼학도 (전라남도 목포시)                                                      | 목포의 눈물           |
| 25회 | 6월 26일 | 우리 가곡사랑 합창단                   | 삼학도 (전라남도 목포시)                                                      | 목포는 항구다         |
| 25회 | 6월 26일 | 우리 가곡사랑 합창단                   | 삼학도 (전라남도 목포시)                                                      | 노래는 즐겁다         |
| 26회 | 6월 30일 | 진주 아버지 합창단                     | 진주성 (경상남도 진주시)                                                      | 풍문으로 들었소       |
| 27회 | 7월 1일  | 에코그린 합창단                        | 경상북도 환경연수원 (경상북도 구미시)                                         | 무조건                |
| 28회 | 7월 2일  | 카이스트 코러스                        | 카이스트 (대전광역시 유성구)                                                  | 아름다운 나라         |
| 28회 | 7월 2일  | 대전시민천문대 어린이 합창단           | 카이스트 (대전광역시 유성구)                                                  | 아름다운 나라         |
| 29회 | 7월 3일  | 815 합창단                             | 육군 제35보병사단 (전북특별자치도 임실군)                                     | 대한독립군가          |
| 30회 | 7월 7일  | 에버그린 합창단                        | 중문색달해변 (제주특별자치도 서귀포시)                                        | 인생은 육십부터야     |
| 31회 | 7월 8일  | 충북대학교 사제합창단                  | 충북대학교 (충청북도 청주시)                                                  | 최 진사댁 셋째 딸     |
| 32회 | 7월 9일  | 농어촌희망 어버이합창단                | 서화리 (강원특별자치도 인제군)                                                | 산촌                  |
| 33회 | 7월 10일 | 천사코러스                             | 인제대학교 (경상남도 김해시)                                                  | 닐니리 맘보           |
| 34회 | 7월 14일 | 함평군 합창단                          | 나비엑스포공원 (전라남도 함평군)                                              | 진달래꽃              |
| 35회 | 7월 15일 | 벚소리 합창단                          | 진해해양공원 (경상남도 창원시)                                                | 젊음의 노트           |
| 36회 | 7월 16일 | 금오화음소년 합창단                    | 가실성당 (경상북도 칠곡군)                                                    | 고향의 봄             |
| 36회 | 7월 16일 | 금오화음소년 합창단                    | 가실성당 (경상북도 칠곡군)                                                    | 샹젤리제              |
| 37회 | 7월 17일 | 한나예                                 | 국군간호사관학교 (대전광역시 유성구)                                          | 나를 넘는다           |
| 38회 | 7월 21일 | 나라사랑 전주여성합창단                | 전주동물원 (전북특별자치도 전주시)                                            | 새들처럼              |
| 39회 | 7월 22일 | 엄정 라온제나 합창단                   | 중앙탑 (충청북도 충주시)                                                      | 아빠의 청춘           |
| 40회 | 7월 23일 | 하슬라 은빛소리 합창단                 | 오죽헌 (강원특별자치도 강릉시)                                                | 도라지꽃              |
| 41회 | 7월 24일 | 한소리 합창단                          | 금능해수욕장과 협재해수욕장 (제주특별자치도 제주시)                           | 비바리                |
| 42회 | 7월 28일 | 예그리나 실버합창단                    | 국립해양박물관 (부산광역시 영도구)                                            | 바닷가의 추억         |
| 43회 | 7월 29일 | 로고스 선교 합창단                     | 순천만정원 (전라남도 순천시)                                                  | 당신을 향한 노래      |
| 44회 | 7월 30일 | 단노을 합창단                          | 마리면 (경상남도 거창군)                                                      | 여보 아프지마오       |
| 45회 | 7월 31일 | KBS대구방송총국 여성합창단             | 일출암 (경상북도 포항시)                                                      | 독도는 우리 땅        |
| 46회 | 8월 4일  | 공주아리랑연구회                       | 금강 (충청남도 공주시)                                                        | 공주아리랑            |
| 47회 | 8월 5일  | 아버지 합창단                          | 전주수목원 (전북특별자치도 전주시)                                            | 고향의 봄             |
| 47회 | 8월 5일  | 아버지 합창단                          | 전주수목원 (전북특별자치도 전주시)                                            | 즐거운 나의 집        |
| 48회 | 8월 6일  | 마드레 합창단                          | 에버랜드 (경기도 용인시)                                                      | 일어나                |
| 49회 | 8월 7일  | 띠앗 합창단                            | 새별오름 (제주특별자치도 제주시)                                              | 아리랑                |
| 50회 | 8월 11일 | 화이트 코러스 백의 합창단              | 국립아시아문화전당 (광주광역시 동구)                                          | 조율                  |
| 51회 | 8월 12일 | 다솜위 합창단                          | 창원의 집 (경상남도 창원시)                                                   | 친구되는 멋진 방법    |
| 52회 | 8월 13일 | 하모니 싱어즈                          | 엑스포과학공원 (대전광역시 유성구)                                            | 닐니리 맘보           |
| 53회 | 8월 14일 | 서울 싱잉 커플즈                       | 국립중앙박물관 (서울특별시 용산구)                                            | 나 어떡해             |
| 53회 | 8월 14일 | 서울 싱잉 커플즈                       | 국립중앙박물관 (서울특별시 용산구)                                            | 내가                  |
| 54회 | 8월 14일 | 골든아이 합창단                        | 오산공군기지 (경기도 평택시)                                                  | 내 나라 내 겨레       |